# Ломакина, Мария Владимировна
Мари́я Влади́мировна Лома́кина (1896, деревня Кизил-Таш под Ялтой — 1964, Загорск) — русская художница середины XX века, ученица Петрова-Водкина.

## Биография
Мария Ломакина родилась в Крыму, в деревне Кизил-Таш под Ялтой, в семье петербургских интеллигентов: её отец — Владимир Гаврилович Ломакин — участвовал в устройстве Никитского ботанического сада. Владимир Гаврилович, был разносторонне одарённым человеком: агроном-виноградарь по образованию, он не только трудился в сельском хозяйстве, но и превосходно музицировал, занимался скульптурой и живописью. В 1913 году Ломакина окончила гимназию; после чего, вплоть до революции, училась на историко-философском факультете Московских высших женских курсов.

Параллельно, она посещала художественную «Студию К. Юона».
Константин Коровин, видевший её ранние этюды, высказывал ей своё одобрение. Дебютировала, в качестве живописца, в 1919-м году на Второй выставке картин и скульптуры Художественного общества Южного берега Крыма; критик Сергей Маковский положительно отозвался о её экспонированном автопортрете.
В начале 1920-х она работает в крымской Комиссии по охране памятников по мандату ялтинского Наробраза. В 1923 году Крымский Союз работников искусств направил Ломакину в Петроградскую Академию художеств, где она поступила на монументальное отделение в мастерскую К. С. Петрова-Водкина, который преподавал ей живопись и композицию; технологию преподавал Д. И. Киплик.
В 1927 году защитила дипломную работу, состоявшую из проекта стенной росписи «Охрана материнства и младенчества» и научного исследования «Художественные манеры фресок церкви Спаса-Нередицы», куда входили копии фресок (работа была рекомендована к публикации). В дальнейшем, художница отдала много сил научной реконструкции древнерусской живописи, прежде всего фресок Софийского собора в Киеве и церкви Спаса на Нередице под Новгородом. По её копиям стенописи воссоздавался облик Спаса на Нередице, разрушенного в годы Великой Отечественной войны.
В 1931 году Ломакина была командирована в Крым (от сектора искусств Наркомпроса РСФСР) для работы над темой «На табачных плантациях», — где, помимо зарисовок труда табаководов и виноградарей, а также, эскизов к тематической картине, она создала много портретов и пейзажей. Что характерно, в дальнейшем в её творчестве будет преобладать жанр пейзажа.
Однако, большое полотно в духе соцреализма, посвященное сельскому хозяйству, так и не было реализовано художницей. Дух её композиций на темы труда был весьма далёк от официозного производственного пафоса тогдашнего искусства.
В 1933 году Мария Ломакина вышла замуж за скульптора Алексея Петрова, происходившего из семьи потомственных мастеров художественных промыслов подмосковного села Богородское; с тех пор и до конца её жизни, её творчество было связано с Загорском (ныне Сергиев Посад). В 1933—1936 годах она занималась разработкой образцов игрушек для Загорского научно-экспериментального института игрушек. В 1959—1962 годах — преподавала в Абрамцевском художественно-промышленном училище теорию рисунка.
Большинство поздних пейзажей художницы, опиравшейся на традиции древнерусской и ренессансной фрески, посвящены природе и архитектуре Подмосковья, в первую очередь Троице-Сергиевой лавре и её окрестностям. Отсутствие средств на материалы обусловило малый, порой близкий к миниатюре формат её картин, но при этом она всегда стремилась к панорамному охвату пространства, к высокой степени обобщения натурных впечатлений. Искусство М.Ломакиной, словно ставившей себе задачу показать каждый уголок окружающего мира как элемент вселенской гармонии, обладает монументальным масштабом при ярко выраженной лирической окраске.

### Творчество
М. В. Ломакина работала в:
- живописи,
- графике,
- декоративно-прикладном искусстве,

она занималась также копированием и научной реконструкцией древнерусской монументальной живописи.
Большинство поздних пейзажей художницы, опиравшейся на традиции древнерусской и ренессансной фрески, посвящены природе и архитектуре Подмосковья, в первую очередь Троице-Сергиевой лавре и её окрестностям.
Творчество представлено во многих музейных собраниях; в том числе, в:
- Государственной Третьяковской галерее,
- Государственном Русском музее,
- Государственном музее искусства народов Востока,
- Художественном музее Грузии
- и других,

а также, в собрании дочери художницы.

### Выставки
Экспонировалась на выставках:
- молодых художников (1931),
- работ художников, командированных в районы индустриального и колхозного строительства (1932),
- живописи, графики и скульптуры женщин-художников (1938) в Москве;
- произведений художников Загорского района (1949), «Загорские художники» (1957) в Загорске[4].

Однако, первая персональная выставка Марии Ломакиной состоялась только через тридцать лет после её смерти.
- Творчество Марии Владимировны выставлялось в Третьяковской галерее[6].
- Первая музейная выставка художницы прошла c 26 сентября по 15 декабря 2008 г. на Крымском Валу, 10, залы 21-22[7].

Отдел живописи 1-й половины XX века стремится полновесно продемонстрировать творчество художницы. Для ретроспективы собрано свыше ста живописных и графических работ Марии Ломакиной, а также эскизов в сфере декоративно-прикладного искусства, из коллекций Третьяковской галереи, куда они попали после первой персональной выставки художницы (Москва, МОСХ, 1993), а также Русского музея, Музея Востока, Художественного музея Грузии. Однако, в экспозиции преобладают произведения М. Ломакиной, хранящиеся в собрании дочери художницы М. А. Ломакиной и специально отреставрированные.